# Potelières
Potelières là một xã trong vùng Occitanie. Xã Potelières nằm ở khu vực có độ cao từ 115-202 mét trên mực nước biển.